# Ferdinandusa neblinensis
Ferdinandusa neblinensis är en måreväxtart som beskrevs av Julian Alfred Steyermark. Ferdinandusa neblinensis ingår i släktet Ferdinandusa och familjen måreväxter. Inga underarter finns listade i Catalogue of Life.